# Mulpani (Bhojpur)
Mulpani (nep. मूलपानी) – gaun wikas samiti we wschodniej części Nepalu w strefie Kośi w dystrykcie Bhojpur. Według nepalskiego spisu powszechnego z 2001 roku liczył on 805 gospodarstw domowych i 3914 mieszkańców (2024 kobiet i 1890 mężczyzn).